# Self-Realization Fellowship

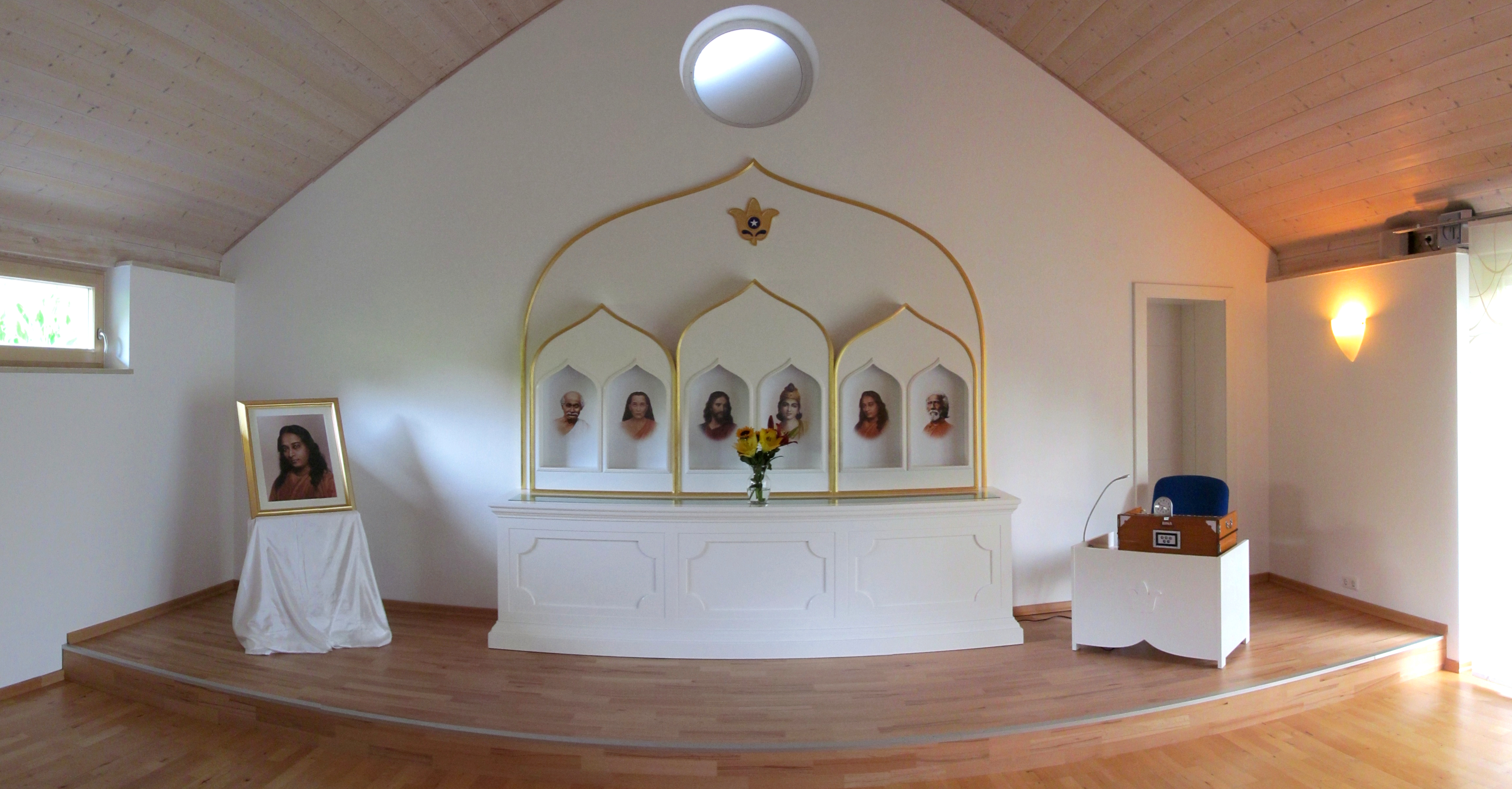
Ołtarz ośrodka medytacyjnego w Langerringen

Self-Realization Fellowship – międzynarodowa organizacja religijna założona przez Paramahansę Joganandę w 1920 roku. Siedziba tej organizacji znajduje się w Los Angeles. Self-Realization Fellowship naucza krijajogi. Jej pierwszym prezydentem był Paramahansa Jogananda (1920–1952), drugim Rajarsi Janakananda (1952–1955), a trzecią prezydent była Sri Daya Mata (1955–2010).